# 伊爾凡
在伊斯兰教中，伊爾凡（阿拉伯文 / 波斯文 / 乌尔都文 ： ‎ ），字面上的意思為“知识、意识、智慧”就是天才。伊斯兰神秘主义认为這是一个范围广泛的领域，它涵盖了理论、实践和常规，并与苏菲派主义聯結在一起，有時它们被认为是相通的。與神学和哲学一樣，伊斯兰神秘主义被认为是伊斯兰科学之一。 

## 神祕主義
阿维森纳在他的一本书中对神祕主义者的定义是：「不允许自己的身体愉悦，並忽略了肉体世界的愉悦，称为苦行僧」。同時亦把祈祷和禁食等的人称为“崇拜者”。這些人只會把注意力投放於神，並将其引向超然世界，使其受到神之光的启发，因此被称为“神祕主义者”。

## 在什叶派
另一方面，在《十二伊玛目派》中，“ 伊爾凡”一词专门指靈知。 伊爾凡最著名的现代什叶派支持者包括乌苏里神学家AllāmahTabatabai、鲁霍拉·穆萨维·霍梅尼、 Mohammad-TaqiBāhjat、Allameh Hassan Hassanzadeh Amoli和AllāmahQādhiTabatabai。学者们讲授了如何坚持以上帝的爱来坚持伊斯兰教义。伊朗的17世纪穆拉·萨德拉常被视为什叶派伊爾凡的历史思想家。 

## 參看
- 伊斯蘭文化
- 伊斯蘭教
- 什葉派
- 神祕主義